# Лоренцо Валла
Лоре́нцо Ва́лла (італ. Lorenzo Valla 1405? або 1407, Рим або П'яченца — 1457, Рим) — італійський критик, викладач, гуманіст, перекладач, філософ.

## Життєпис, ранні роки
Лоренцо Валла походив із родини куріалів, освіченої верхівки чиновництва Ватикана. Відомостей про точну дату народження Валли та місце — не збережено. Рік народження позначають як 1405 або 1407. Батько, Лука Валла, був юристом. По смерті батька (1420 року) хлопцем опікувались мати та рідний дядько Мельхіор Скривані. Про освіту хлопця піклувались зрання, він вивчав грецьку мову і класичну, давньоримську, на противагу вульгарній середньовічній латині.
На свідомість і смаки юнака мав значний вплив трактат «Повчання оратору», котрий створив Квінтіліан і наново віднайдений Поджо Браччоліні ще 1416 року. Лоренцо Валла вивчив твір напам'ять. У ранньому власному творі «Про порівняння Цицерона та Квінтіліана» (згодом втрачений), не убоявся поставити улюбленого Квінтіліана вище за захваленого Цицерона.

## Мандри по Італії
Освічений молодик зі знанням мов не отримав посади при дворі папи римського і відбув у місто Павія. За припущеннями проти молодого Валли інтригував Поджо Браччоліні.
3 1429 року Лоренцо Валла влаштувався викладачем до приватної школи, а 1431 року перейшов до університету в Павії викладати риторику, очевидно, на запрошення свого друга Panormita (Антоніо Беккаделлі, 1394—1471), проте скоро з ним посварився. У 1433 йому довелося покинути Павію через конфлікти з викладачами-правниками. У листі до свого друга юриста і гуманіста Катоне Сакко (1394—1463) Валла звинувачував одного з головних органов адвокатских, Bartolus из Sassoferrato (1313—1357). Врешті, у 1435 Валла знайшов роботу при дворі Альфонса Арагонського (1396—1458) в Неаполі.
Праця подалі від Ватикану і в провінції сприяла розкутості думок початківця, не обмежених папською цензурою і обачністю. Критичні зауваження щодо середньовічної схоластики і вульгарної латини гонорових викладачів сприяли появі ворогів. Стан викладача погіршив його твір «Про девізи і геральдичні символи», де була сатира на викладачів-юристів. На суперника і критика зробили замах, котрий організували ображені викладачі-юристи, і Валла був вимушений покинути Павію.

## Неаполітанський період

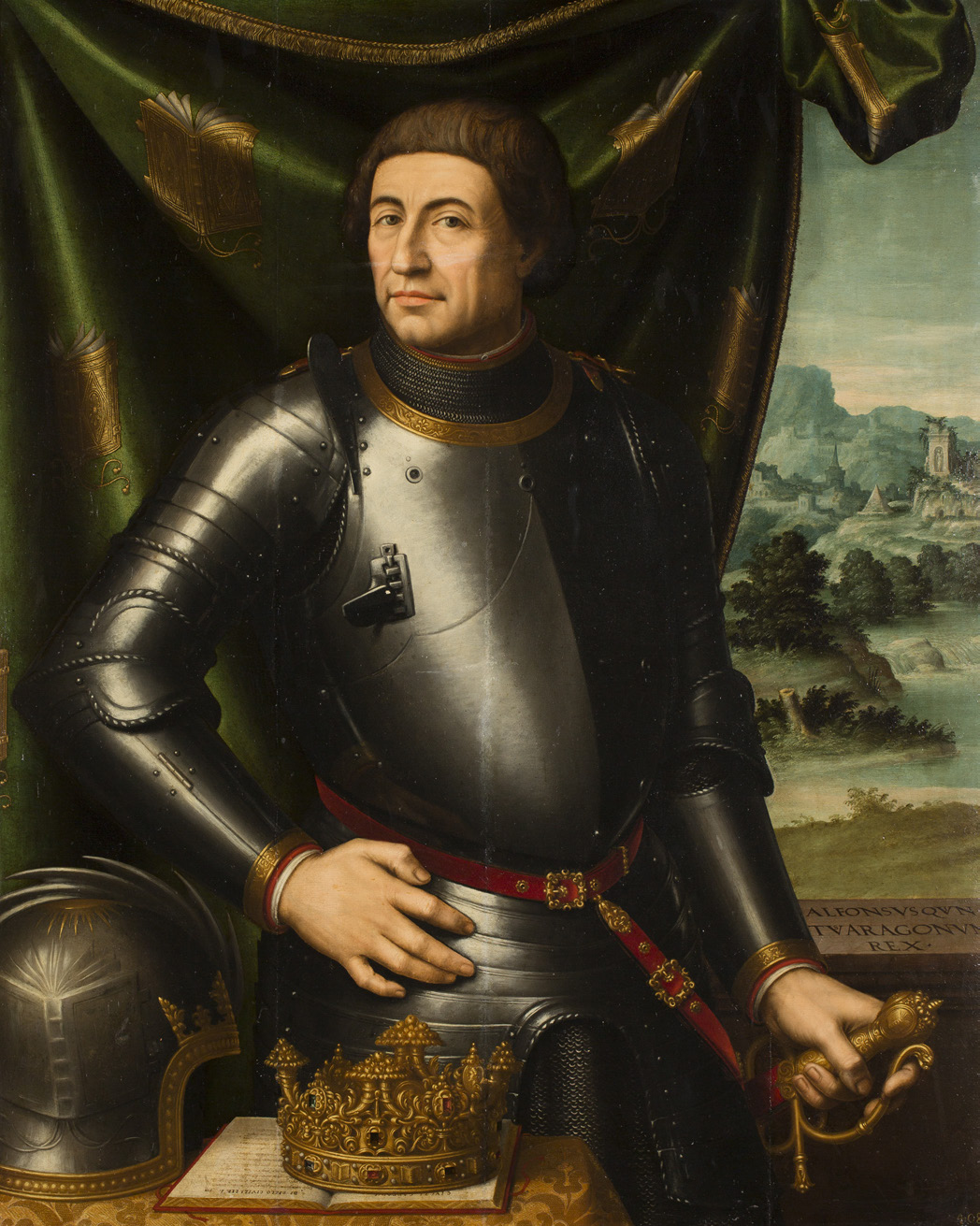
Король Неаполя Альфонс V Арагонський (1394—1458).

З 1436 року Лоренцо Валла перебував в Неаполітанському королівстві. Він влаштувався секретарем до короля Альфонса V Арагонського (1394—1458). Король мав бурхливу молодість і складний, самовпевнений характер, але перемагав суперників і ворогів військовою справою. Складні спадкові права на Неаполь виборов війною, в якій переміг. За його керування в Неаполі нарешті запанував мир, а король запросив в місто аристократичні родини із Сицилії та Арагону, що надало його двору пишності і блиску. Король розпочав роскішний спосіб життя, мав численних фавориток, сам був меценатом і патроном науковців та місцевих художників. В період 1442—1458 років король постійно мешкав в Неаполі і ігнорував спадкові маєтності в північній Іспанії. Король наважився ігнорувати і волю папи римського — допоки військова вдача була на його боці.
Вже немолодий Лоренцо Валла, схильний до досліджень і критичного перегляду діяльності будь-яких осіб і політичних явищ, наважився цього разу критикувати курію папи римського. Серед критичних творів Лоренцо Валли неаполітанського періоду — і скандально відомий трактат «Про фальшивість Костянтинового дару», спираючись на який Ватикан виправдовував власні пільги нібито отримані ще за дарунком імператора Костянтина. 1444 року на наукові і критичні дослідження Валли папа римський і курія відповіли доносом в інквізицію і проти Валли заочно розпочали судове переслідування. Папа римський не мав юридичних прав на переслідування мешканців Неаполітанського королівства, чим пізніше скористається і бандиткуватий, неврівноважений художник Мікеланджело да Караваджо, що теж шукатиме захисту від суду папи в Неаполі. Лоренцо Валлу від інквізиції врятував захист неаполітанського короля.

## Зміни на папському престолі і повернення в Рим
Лоренцо Валла продовжував власні філологічні дослідження і критичний перегляд одного з листів Христа, викривши його фальшування. критично переглядав він і низку документів щодо корисності чернечого життя, що викликало обурення вірян і чернецтва. Валла відкрито насміхався над варварською латиною біблії Вульгати і навіть над творами Св. Августина.
При цьому Лоренцо Валла не ставав на позиції атеїзму, а залишався добрим католиком, котрого дивували старовинні фальшиві документи і некритичне ставлення до фальшивок курії. Валлу знову викликали в суд, що віщувало йому страшну небезпеку. Судове переслідування знову припинив неаполітанський король. Аби уберігти сміливця, король сприяв подорожі Валли в Барселону, в Іспанію, аби збити хвилю образ і гніву в Римі. Згодом Валла повернувся в Неаполь.
Невдовзі на папський престол обрали Томазо Парентучеллі під ім'ям Миколай V. Простого походження, сам гуманіст і поціновувач мистецтва і літератури, Миколай V узяв Лоренцо Валла в штат ватиканського чиновництва і той отримав посаду апостольського секретаря. Відтепер здібності Лоренцо Валли використовував Ватикан.
Валла, як перекладач і текстолог, займався в Римі виправленням латинських текстів.
Критичні позиції католика Лоренцо Валли знайдуть прихильність і вивчення в таборі гуманістів Північної Європи та у протестантів. Найбільш сміливо критичні позиції Валли оцінив ворожо налаштований до нього кардинал Беллармін, впливова фігура католицької контрреформації 16 ст., котрий вважав Валлу «попередником Лютера».

## Родина
Лоренцо Валла не був одружений. Але мав громадянську дружину в Римі, що народила від нього трьох дітей. Посада апостольського секретаря і праця в Ватикані схиляли Лоренцо Валлу до целібату, відмові від шлюбу як у католицького священства. За переказами, він і сам планував стати священиком. Але помер в Римі неодруженим. Поховання відбулося в Латеранській базиліці.

## Вибрані твори
- «Про фальшивість Костянтинового дару», (1440)
- «Про порівняння Цицерона та Квінтіліана» (втрачене)
- «Про девізи і геральдичні символи»
- «Про істинне і фальшиве благо»
- «Перегляд діалектики і філософії», (1440), перше видання здійснене 1540 р.
- «Про діяння Фердинанда, короля Арагона» (1446)
- «Про чернечу обітницю»
- «Про красу латини»
- «Про красоти»